# Hubert Lucot
Pour les articles homonymes, voir Lucot.
Hubert Lucot est un écrivain français né le 29 avril 1935 à Paris 15e et mort le 18 janvier 2017 à Paris 16e,.

## Biographie
Hubert Lucot est le fils du réalisateur René Lucot.
Il compose ses premiers poèmes quand il a une vingtaine d'années : Crin (1959-1961), jac Regrouper (1966, paru dans la revue Le Nouveau commerce), tandis qu'il est directeur éditorial chez Quillet et Hachette. C'est dans cette dernière maison qu'il publie l'essai Le Sport : faut-il des surhommes ? en 1967.
Il fréquente Jean-Edern Hallier et la revue Tel quel, publie chez Orange Export Ltd. Il est auteur en 1970 du Grand Graphe, livre d'une seule page de près de 3 mètres sur 5, qui ajoute au déroulé abstrait de l'écrit le mouvement féroce et fécond d'un graphe. Cette œuvre majeure orna en 1990 le plafond de la station de métro parisienne Champs-Élysées - Clemenceau.
Il signe ensuite chez P.O.L, chez qui il publie en 1981 Phanées les nuées.
Après la mort de sa femme Anne-Marie (A.M.) d'un cancer le 9 août 2012, il entame un cycle intitulé « Le cancer et la mort », débuté par Je vais, je vis (2013) et conclu posthumément  par A mon tour.
Un numéro de la revue Faire-Part a permis de faire le point sur cet écrivain majeur qui, jusqu'au Centre de la France (P.O.L. 2006) n'était lu que par les poètes.
Il a participé à plusieurs films : Les Aventures d'Eddie Turley (voix off), Cinématon et Lire de Gérard Courant et Dernier Cri (acteur) de Bernard Dubois.

## Ouvrages
- Autobiogre d'A.M. 75, Hachette/P.O.L,(1975)
- Phanée les nuées, Hachette/P.O.L,(1981)
- Langst, P.O.L (1984)
- Sur le motif, P.O.L (1995)
- Les Voleurs d'orgasmes, P.O.L (1998)
- Probablement, P.O.L (1999)
- Frasques, P.O.L (2001)
- Opérations, P.O.L (2003)
- Opérateur le néant, P.O.L (2005)
- Le Centre de la France, P.O.L(2006)
- Grands mots d'ordre et petites phrases pour gagner la présidentielle, P.O.L (2007)
- Recadrages, P.O.L (2008)
- Allégement, P.O.L (2009)
- Le Noyau de toute chose, P.O.L (2010)
- Overdose, P.O.L (2011)
- Je vais, je vis, P.O.L (2013)
- Sonatine de deuil, P.O.L (2015)
- La Conscience, P.O.L  (2016)
- À mon tour, P.O.L. (2022)

## Publications
- Information, suivi de ET, Fragment 1, 1969
- Bram moi Haas, Agnès Gei éditions, 1969
- Opéra pour un graphe, musique de Marcel Goldmann, France-Culture, 1972
- Overdose, roman, Orange Export Ltd, 1976
- Mê, Orange Export Ltd, 1979
- Le Dit des lacs, Orange Export Ltd, 1980
- Mêlangst, cassette, Artalect, 1985
- Travail du temps, Carte blanche, 1986
- Bram et le Néant, La Sétérée, 1987
- Simulation, Imprimerie nationale, 1990
- Le Grand Graphe, 1970-1971, version originale de 12 m2, accompagnée du Graphe par lui-même, version linéaire, Tristram, 1990
- Le Gato noir, Tristram, 1990
- Dépositions, Colorature, 1990
- Les Affiches, no 8, no 11, no 14, no 52, Le Bleu du ciel, 1993, 1994, 1995
- jac Regrouper (1966-1968), Carte blanche, 1993
- Bram ou Seule la Peinture, Maeght éd., 1994
- Absolument (1961-1965), La Sétérée, 1996
- D’Absolument à Sur le motif, Horlieu, 1997
- Information (1969-1970), Aleph, 1999
- L'Être Julie, L'Ordalie, 1999
- Frasque, La Sétérée, 1999
- Pour plus de liberté encore, Voix, 2000
- Subventionnons l'humanitaire, Contre-Pied, 2001
- Dans l'enfer des profondeurs, Éditions de l'Attente, 2004
- Requiem pour un loden, Passage d'encres, 2004
- Crin (1959-1961), Éditions Pierre Mainard, 2004
- Le Noir et le Bleu, éditions Argol, 2006
- Petits mots d'ordre et phrases incorrectes, Contre-Pied, 2008
- L'Encrassement, Voix, 2009
- Album de guerre, sur des images de Pierre Buraglio, La Sétérée, 2009
- Odette, Hapax, 2010